# (74241) 1998 SM54
(74241) 1998 SM54 – planetoida z pasa głównego asteroid okrążająca Słońce w ciągu 4,03 lat w średniej odległości 2,53 j.a. Odkryta 16 września 1998 roku.